# Teun Kuilboer
Teun Kuilboer (Haarlem, 21 september 1982) is een Nederlandse acteur.

## Biografie

### Jeugd
Op jonge leeftijd was Kuilboer al geïnteresseerd in toneel en theater. Hij volgde daarom toneelcurcussen, theaterworkshops en nam op de middelbare school deel aan een theaterklas. Voordat Kuilboer op tv te zien was werkte hij als hulpkok in een restaurant.

### Acteur
Kuilboers tante werkte destijds bij Script Studio's Scenario's, dat onder andere schrijft voor Goede tijden, slechte tijden, Onderweg naar Morgen en Goudkust en zo werd hij opgemerkt door de schrijvers van Goede tijden, slechte tijden. Omdat ze hem op Ferri Somogyi vonden lijken, creëerden ze voor hem het personage Job Zonneveld, de zoon van Somogyi's personage. Zij besloten daarom een speciale verhaallijn te schrijven voor Kuilboer en hij maakte op 11 januari 2001 zijn entree in de soap.
In 2002 vertrok hij bij Goede tijden, slechte tijden om in de film Volle maan te kunnen spelen. Kuilboer moest kiezen tussen de soap en de film. Kuilboer was zo populair, dat de schrijvers van GTST ervan uit waren gegaan dat hij nog een lange tijd bleef en schreven rond die tijd een grote verhaallijn voor zijn personage. Zij wisten niet dat Kuilboers contract inmiddels was verlopen en dat hij overwoog de serie te verlaten. Omdat de schrijvers al een verhaallijn voor zijn personage Job Zonneveld hadden geschreven, besloten de makers om het personage tijdelijk te recasten. Het was de bedoeling dat Kuilboer na de opnames van Volle maan weer terug zou komen. Echter kreeg Kuilboer de rol van Olivier van Rechteren aangeboden in de serie Meiden van De Wit. Na de opnames van deze serie had Kuilboer weer oren naar GTST, maar door het feit dat zijn soapvader Rik de Jong inmiddels de serie had verlaten, zagen de makers geen toekomst meer voor Job Zonneveld en besloten hem niet terug te laten keren. In 2015 speelde Kuilboer de rol van de jonge pokeraar Julian , bijgenaamd Darkhorse, in het tweede seizoen van de serie Bluf.

### Persoonlijk
Tijdens Goede tijden, slechte tijden heeft Kuilboer een tijdje een relatie gehad met tegenspeelster Aukje van Ginneken, maar na een jaar verbraken ze de relatie. In 2003 maakten Kuilboer en Katja Schuurman bekend dat ze een relatie hebben, deze liep al snel weer op de klippen.
Kuilboers moeder, Desiree Duwel, overleed in 2012 op 48-jarige leeftijd. 

## Filmografie
| Film      | Film                         | Film                  | Film |
| Jaar      | Productie                    | Rol                   | Opmerkingen |
| --------- | ---------------------------- | --------------------- | --- |
| 2002      | Volle maan                   | Rikki Kurperus        | |
| 2004      | Koen!                        | Sander Burger         | Korte film |
| 2004      | Zwijnen                      | Daan                  | Televisiefilm |
| 2007      | SEXtet                       | Taco                  | |
| 2008      | Camhead                      | Maas                  | Korte film |
| 2008      | Skin                         | Robbert               | |
| 2008      | Den Helder                   | David                 | |
| 2009      | Stella's oorlog              | Twan Zwart            | |
| 2010      | Tunnelvisie                  | "Onbekend"            | Televisiefilm |
| 2010      | Mowgli & Fidel               | Mowgli                | Korte film |
| 2010      | Vast                         | Tim Schellekens       | Korte film |
| 2011      | De Heineken Ontvoering       | Frans Meijer          | |
| 2011      | Nova Zembla                  | Pieter Vos            | |
| 2012      | DEAL                         | Midas                 | |
| 2013      | Feuten: Het Feestje          | Politieagent          | |
| 2013      | Mannenharten                 | Frank                 | |
| 2014      | IJspaard                     | Teun                  | |
| 2015      | Bon Bini Holland             | Patrick van Zuydewijn | |
| 2024      | Dit is geen kerstfilm        | Geranimo              | |
| 2025      | Bad Boa's                    | Guido                 | |
| Televisie |                              |                       | |
| Jaar      | Productie                    | Rol                   | Opmerkingen |
| 2001–2002 | Goede tijden, slechte tijden | Job Zonneveld         | Vaste rol |
| 2001      | Costa!                       | Seth                  | Afl. Zwoele nachten op de Duivelsrots                                                                                           |
| 2002–2005 | Meiden van De Wit            | Olivier van Rechteren | Vaste rol |
| 2004      | Dunya & Desie                | Richard Govers        | Afl. Persoonlijke vragen |
| 2005      | Kinderen geen bezwaar        | Sander                | Afl. Loslaten |
| 2005–2006 | ZOOP                         | Kaspar van Ooi        | Vaste rol |
| 2006      | Samen                        | Box                   | Afl. 10 januari 2006 |
| 2006      | Boks                         | "Onbekend"            | Afl. Oog om oog |
| 2008      | Roes                         | Sven                  | Afl. Rot |
| 2008      | De co-assistent              | Maurits Biesterveld   | Afl. De slang Afl. De nier Afl. Valerio! Afl. Het gala Afl. Afscheid van Thomas                                                 |
| 2009      | Dol                          | BRady / De tuinman    | Vaste stemrol |
| 2009      | Floor Faber                  | Erik                  | Afl. Kiezen zonder glazen bol Afl. Tussen Waarheid en Leugen ligt een glibberig pad. Afl. Je krijgt maar 1 keer een tweede kans |
| 2011      | Flikken Maastricht           | Wally Geerts          | Afl. Wie zaait |
| 2012      | Van God los                  | Stan                  | |
| 2015      | Smeris                       | Arthur Mulder         | Seizoen 2 |
| 2015      | Bluf                         | Julian                | Online pokeraar 'Darkhorse' |
| 2016      | La Famiglia                  | Franco                | |
| 2016      | All-in Kitchen               | Julian                | |
| 2019      | Baptiste                     | Thijs de Boer         | Afl. 2: Measure of a Man |
| 2020      | Commando's                   | Berend Vink           | |
| 2022      | Sleepers                     | Willem                | |
| Theater   |                              |                       | |
| Jaar      | Productie                    | Rol                   | Opmerkingen |
| 2003–2004 | Onze jeugd                   |                       | |
| 2006      | Vuur                         |                       | |
| 2008–2009 | Romeo over Julia             |                       | |